# بقلوطي
البقلوطي (بالإنجليزية: Baklouti pepper)‏ هو نوع من الفلفل الحار يُوجد في تونس. وهو المكون الأساسي في الهريسة، وهي صلصة شائعة في المطبخ التونسي تُحضَّر من الفلفل المدخَّن المطحون. سمي نسبةً إلى مدينة البقالطة.
فلفل البقلوطي ممدود، يتراوح طوله بين 15 إلى 20 سنتيمتراً، مع قرون منحنية قليلاً وطعم حلو. وهو أيضًا مكون أساسي في طبق اللبلابي التونسي.
تتراوح درجة حرارته بين 15,000 إلى 30,000 على مقياس سكوفيل، أي بقوة 7.